# وحید اشتری
وحید اشتری (زادهٔ ۵ آبان ۱۳۶۸) فعال رسانه‌ای و منتقد ایرانی است که با افشاگری دربارهٔ فساد مسئولان نظام جمهوری اسلامی ایران شناخته شده است. او سابقه مسئولیت در تشکیلات بسیج دانشگاه تهران، عضویت در شورای مرکزی جنبش عدالتخواه و سخنگویی کمیته صیانت از منافع ایران را در کارنامه دارد.

## فعالیت رسانه‌ای
او با توجه به فعالیت در جنبش عدالتخواه، به عنوان یک منتقد نسبت به تبعیض‌ها و فعالیت‌های خلاف قانون توسط برخی از مسئولان نظام جمهوری اسلامی ایران حساسیت نشان داده و آنها را رسانه ای می‌کند:
1. هولدینگ یاس
2. خیریه حسین طائب
3. سیسمونی نوه قالیباف مشهور به سیسمونی گیت[۵][۶][۷]
4. سیلی خوردن سرباز پلیس راهور از عنابستانی، نماینده مجلس[۵][۸]
5. زیر گرفتن مامور انتظامی توسط پسر علی نیک‌زاد نائب رییس مجلس
6. خدمت اجباری سربازی
7. انتقاد به قالیباف[۹]
8. افشای اجاره موقوفه خانه امینی‌ها به عروس رئیس سازمان اوقاف استان قزوین[۱۰]
9. افشای درآمد علم‌الهدی از موقوفه گوهرشاد

اشتری در اوج اعتراضات سراسری ۱۴۰۱، با قاطعیت اعلام کرد که نیکا شاکرمی از کشته شدگان این اعتراضات دستگیر نشده و خودکشی کرده است. بر اساس این سناریو، اشتری مدعی شد که با همسایه‌ها صحبت کرده است. او همچنین اقدام به تحلیل‌هایی از شاکرمی کرد و اعلام کرد که او مشکلات خانوادگی داشته و به همین دلیل خودکشی کرده است. این سناریوی اشتری، تناقضات درونی فراوانی دارد و با گفته‌های دیگر مسئولان، خانواده و شاهدانی که لحظات آخر دستگیری شاکرمی را دیده‌اند متناقض است و تفاوت‌های زیادی دارد.
اشتری در مصاحبه با سایت دیده‌بان ایران با اشاره به سوابق محمدباقر قالیباف، رئیس مجلس، گفت: اگر شما عقل سیاسی داشته باشید ۲۵ سال پول سپاه و تبلیغات رسانه‌ها را خرج این فرد نمی‌کنید که در همه سمتی، فساد داشته است. اشتری تأکید کرد که کارنامه حسین طائب «خیلی منفی و داغان» است. او همچنین گفت که مهدی طائب، بی‌سواد و فرد پیاده‌ای است که در حد یک امام جماعت معمولی مسجد هم سواد ندارد اما جایگاهی به او داده شده که به واسطه برادرش است.

## محکومیت در دادگاه
اشتری بابت انتشار خبر سیسمونی نوه قالیباف مشهور به سیسمونی گیت، خیریه حسین طائب و مطالب مرتبط با هولدینگ یاس در دادگاه محکوم شده است.

اشتری در صفحه شخصی توییتر خود نوشت: 
دو سال حبس تعزیری و ممنوعیت از هرگونه فعالیت در فضای مجازی، شبکه‌های اجتماعی، رسانه‌های مکتوب، سخنرانی یا هر چیز دیگر، بابت افشای خبر سیسمونی نوه قالیباف و خیریه حسین طائب و مطالب مرتبط با هولدینگ_یاس و … تمام
طبق تصویر منتشره از حکم دادگاه، اشتری محکوم به تحمل دو سال حبس تعزیری و ممنوعیت از هرگونه فعالیت رسانه‌ای در فضای مجازی و حقیقی شده است.
اشتری بعد از انتشار خبر شکایت و تشکیل دادگاه خود، متن حکمش را با توصیه‌هایی به «حزب‌الهی‌ها» منتشر کرد، او در بخشهایی از این نامه نوشت:
من به بچه حزب‌اللهی‌هایی که هنوز پاکباخته‌اند و کاسب نشده‌اند و صرفاً بخاطر تعلقات از همه چیز دفاع می‌کنند خیلی امیدوارم. فکر می‌کنم شماها اگر خیلی دقیق بفهمید بزرگواران زیر این لحافی که به اسم اسلام و مقدسات و شهدا روی خودشان کشیده‌اند چه‌ها که نمی‌کنند وضعیت اینطور نمی‌ماند

### حبس
دادگاه تجدیدنظر استان تهران پس از رسیدگی به پروندهٔ اشتری، رای قطعی یکی از پرونده‌های او را صادر و پرونده برای اجرای احکام به دادسرا ارجاع شد. اشتری یک روز پس از تکذیب سیسمونی گیت توسط دختر قالیباف، اسناد تازه‌ای را منتشر کرد و کمتر از ۲۴ ساعت بعد راهی زندان شد. خبرگزاری میزان از قطعی شدن حکم چهارده ماه حبس برای اشتری خبر داد.

## برای مطالعهٔ بیشتر
- پروانه‌گهر، سیما (۱ اسفند ۱۴۰۱). «داستان دو وحید». اعتماد (۵۴۳۰).